# Bulbophyllum pulchellum
Bulbophyllum pulchellum là một loài phong lan thuộc chi Bulbophyllum.